# Tony Anholt
Anthony Anholt (Szingapúr, 1941. január 19. – London, 2002. július 26.) brit színész. A legismertebb szerepe Tony Verdeschi biztonsági főnök alakítása volt az Alfa holdbázis tudományos-fantasztikus sorozat 2. évadában.

## Élete
Szingapúrban született. A holland származású családja a második világháború vége előtt Ausztráliába, majd rövid időre Dél-Afrikába távozott. Az apja korán meghalt, így anyja Angliába költözött vele. Kétszer nősült meg, de mindkétszer elvált (Sheila Willet (1964–1986); Tracey Childs (1990–1998).
2002 júliusában, 61 évesen hunyt el Londonban agydaganat következtében.

## Filmográfia
- A Strauss család (1972) – Eduard Strauss
- A legyőzhetetlenek (tévésorozat, 1972–1974)
- Coronation Street (1975) – David Law
- Alfa holdbázis (1976–1977) – Tony Verdeschi biztonsági főnök
- Pompeii utolsó napjai (1984) – Lepidus
- Az elveszett ereklyék fosztogatói (2000) – Vincent de Bourdin